# Bereżce Wielkie
Bereżce Wielkie (ukr. Великі Бережці, Wełyki Bereżci) – wieś na Ukrainie, w obwodzie tarnopolskim, w rejonie krzemienieckim. W 2001 roku liczyła 1011 mieszkańców.

## Historia
Wieś została założona w 1545 roku. W II Rzeczypospolitej miejscowość była siedzibą gminy wiejskiej Bereżce w powiecie krzemienieckim, w województwie wołyńskim.
Podczas okupacji hitlerowskiej, wiosną 1942 roku Niemcy utworzyli getto dla żydowskich mieszkańców. Przebywało w nim około 400 osób. W sierpniu 1942 roku Niemcy zlikwidowali getto, a Żydów wywieźli do getta w Krzemieńcu Podolskim. 

## Zabytki
- pałac – wybudowany przez Marcina Tarnowskiego według projektu Jakuba Kubickiego. Piękny klasycystyczny obiekt uwieczniony na rysunkach przez Napoleona Ordę i Henryka Peyera został zrównany z ziemią podczas I wojny światowej. Dwukondygnacyjny pałac znajdował się w okazałym parku. T.J. Stecki tak opisał park: złożony ze starych drzew, a dalej ogród angielski, z przepyszną oranżerią, ananasarnią i cieplarniami. Poza obrębem pałacu i ogrodu znajdowały się stajnie, wozownie obszerne i wykwintnie murowane, a wszędzie obok nich rozsiane mieszkania dla gości[2].